# Auchy-la-Montagne

Auchy-la-Montagne este o comună în departamentul Oise, Franța. În 1 ianuarie 2022 avea o populație de 561 de locuitori.